# Parrhasius polibetes
Parrhasius polibetes is een vlinder uit de familie van de Lycaenidae. De wetenschappelijke naam van de soort werd als Papilio polibetes in 1782 gepubliceerd door Caspar Stoll.

## Synoniemen
- Thecla zoe Reakirt, 1867
- Thecla arindela rinde Dyar, 1916